# Soyuz MS-21
Soyuz MS-21 es el vuelo 149 tripulado de una misión de la nave rusa Soyuz. Se lanzó hacia la ISS, el 18 de marzo de 2022 con tres miembros de la tripulación de la Expedición 67 que comenzó el 30 de marzo de 2022 con el desacoplamiento de la Soyuz MS-19 y fue lanzada desde el cosmódromo de Baikonur.
Anteriormente estuvo programada para el 30 de marzo pero fue trasladada en el manifiesto de vuelo provisional publicado por Roscosmos en el verano de 2020 al 18 de marzo de 2022.

## Tripulación
A fecha de otoño de 2020 se creía que esta misión podría significar la primera dentro de un nuevo acuerdo entre la NASA y Roscosmos para asegurar la presencia de miembros de la tripulación de ambos lados capaces de operar los respectivos segmentos orbitales de la estación durante expediciones de larga duración y que la SpaceX Crew-3 podría ser además el primer vuelo de un cosmonauta ruso en una Crew Dragon dentro de este acuerdo.
En mayo de 2021 Roscosmos anunció la tripulación de la misión integrada completamente por cosmonautas. En caso de que finalmente se hubiera alcanzado un acuerdo para que un astronauta de la NASA fuera incluido, la astronauta de la NASA, Loral O'Hara hubiera sustituido al cosmonauta Korsakov, cosa que finalmente no ocurrió.
| Puesto               | Miembro                                               | Miembro                                               |
| -------------------- | ----------------------------------------------------- | ----------------------------------------------------- |
| Comandante           | Oleg Artemyev, Roscosmos Expedición 67 Tercer vuelo   | Oleg Artemyev, Roscosmos Expedición 67 Tercer vuelo   |
| Ingeniero de Vuelo 1 | Denis Matveev, Roscosmos Expedición 67 Primer vuelo   | Denis Matveev, Roscosmos Expedición 67 Primer vuelo   |
| Ingeniero de Vuelo 2 | Sergei Korsakov, Roscosmos Expedición 67 Primer vuelo | Sergei Korsakov, Roscosmos Expedición 67 Primer vuelo |

| Puesto               | Miembro                       | Miembro                       |
| -------------------- | ----------------------------- | ----------------------------- |
| Comandante           | Sergey Prokopyev, Roscosmos   | Sergey Prokopyev, Roscosmos   |
| Ingeniero de Vuelo 1 | Anna Kikina, Roscosmos        | Anna Kikina, Roscosmos        |
| Ingeniero de Vuelo 2 | Dimitry A. Petelin, Roscosmos | Dimitry A. Petelin, Roscosmos |